# 道具

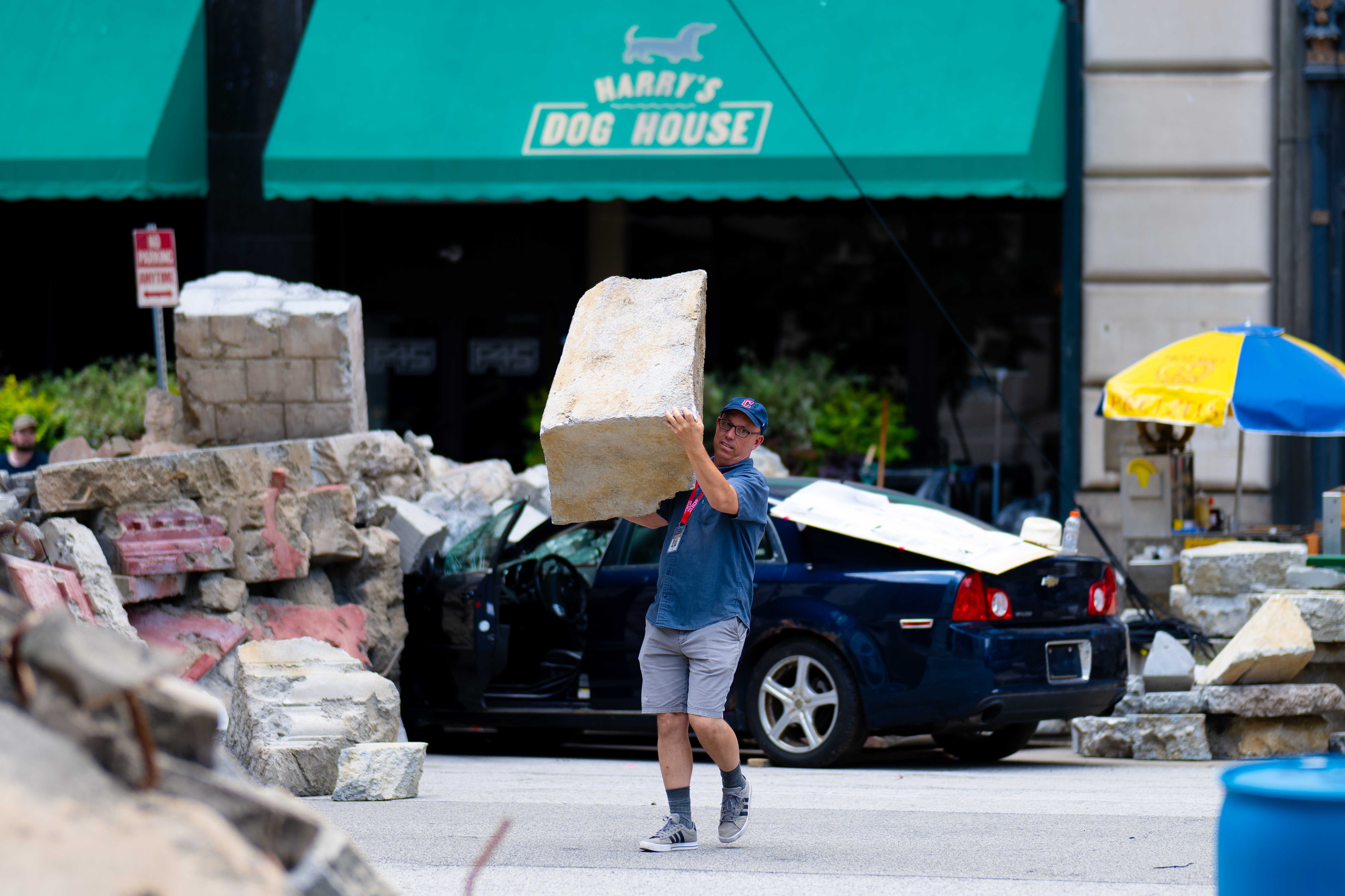
一名工作人員在超人拍攝場地搬運道具混凝土碎片

道具是表演藝術的表達用具，出現於電影、電視、舞台劇中。至於化妝、服裝、劇本、樂器、音響、演員、燈光、佈景等，與道具組合成劇場環境。
道具與實物有異，道具未必如實物般有完全相同的功能及價值，例如道具槍、道具子彈、道具錢。
道具製作是一種藝術，無論顏色、質感、成本計算、製作工序、戲劇效果也可以是有一番考究。例如一個悲劇故事中，出現一個喜劇的道具，會產生不可預期的化學效果，令人大笑。
示威遊行也是一種表演藝術，所以常有利用道具，來表達一些抽象的意念，例如道具民主女神、國殤之柱、慰安婦銅像、棺材等，都是一種表達集體情緒的道具。
在日語，「道具」對應中文意思的詞彙為「工具」，而「プロップ」才是中文「道具」的日語對應詞彙。